# Janseodes
Janseodes là một chi bướm đêm thuộc họ Erebidae.

## Các loài tiêu biểu
- Janseodes melanospila (Guenée, 1852)